# Saint-Hilaire-Cottes
Saint-Hilaire-Cottes là một xã ở tỉnh Pas-de-Calais, vùng Hauts-de-France, Pháp.

## Địa lý
Saint-Hilaire-Cottes có cự ly khoảng 10 dặm (16,1 km) về phía tây bắc Béthune và 37 dặm (59,5 km) phía tây Lille, tại giao lộ của các tuyến đường D943 và D91.

## Dân số
| 1962                                                         | 1968 | 1975 | 1982 | 1990 | 1999 | 2006 |
| ------------------------------------------------------------ | ---- | ---- | ---- | ---- | ---- | ---- |
| 749                                                          | 753  | 725  | 752  | 750  | 734  | 808  |
| Số liệu điều tra dân số từ năm 1962, dân số chỉ tính một lần |      |      |      |      |      |      |

## Địa điểm nổi bật
- Nhà thờ St. Hilaire, thế kỷ 16.
- Nhà thờ St. Omer, at Cottes, thế kỷ 15.